# Vallerois-le-Bois
Vallerois-le-Bois és un municipi francès situat al departament de l'Alt Saona i a la regió de Borgonya - Franc Comtat. L'any 2007 tenia 262 habitants.

## Demografia

### Població
El 2007 la població de fet de Vallerois-le-Bois era de 262 persones. Hi havia 104 famílies, de les quals 20 eren unipersonals (8 homes vivint sols i 12 dones vivint soles), 32 parelles sense fills, 40 parelles amb fills i 12 famílies monoparentals amb fills.
La població ha evolucionat segons el següent gràfic:
Habitants censats

### Habitatges
El 2007 hi havia 124 habitatges, 104 eren l'habitatge principal de la família, 16 eren segones residències i 4 estaven desocupats. 121 eren cases i 3 eren apartaments. Dels 104 habitatges principals, 87 estaven ocupats pels seus propietaris, 15 estaven llogats i ocupats pels llogaters i 2 estaven cedits a títol gratuït; 1 tenia una cambra, 1 en tenia dues, 4 en tenien tres, 18 en tenien quatre i 80 en tenien cinc o més. 91 habitatges disposaven pel capbaix d'una plaça de pàrquing. A 31 habitatges hi havia un automòbil i a 59 n'hi havia dos o més.

### Piràmide de població
La piràmide de població per edats i sexe el 2009 era:
| Homes | Edats   | Dones |
| ----- | ------- | ----- |
| 0     | 95 o +  | 0     |
| 0     | 90 a 94 | 0     |
| 0     | 85 a 89 | 4     |
| 0     | 80 a 84 | 0     |
| 12    | 75 a 79 | 8     |
| 4     | 70 a 74 | 8     |
| 4     | 65 a 69 | 12    |
| 4     | 60 a 64 | 4     |
| 8     | 55 a 59 | 8     |
| 8     | 50 a 54 | 8     |
| 4     | 45 a 49 | 12    |
| 4     | 40 a 44 | 8     |
| 16    | 35 a 39 | 0     |
| 4     | 30 a 34 | 12    |
| 8     | 25 a 29 | 4     |
| 12    | 20 a 24 | 16    |
| 16    | 15 a 19 | 8     |
| 16    | 10 a 14 | 8     |
| 12    | 5 a 9   | 12    |
| 0     | 0 a 4   | 12    |

## Economia
El 2007 la població en edat de treballar era de 167 persones, 125 eren actives i 42 eren inactives. De les 125 persones actives 114 estaven ocupades (66 homes i 48 dones) i 11 estaven aturades (6 homes i 5 dones). De les 42 persones inactives 10 estaven jubilades, 17 estaven estudiant i 15 estaven classificades com a «altres inactius».

### Ingressos
El 2009 a Vallerois-le-Bois hi havia 102 unitats fiscals que integraven 257 persones, la mediana anual d'ingressos fiscals per persona era de 16.331 €.

### Activitats econòmiques
Dels 6 establiments que hi havia el 2007, 4 eren d'empreses de comerç i reparació d'automòbils, 1 d'una empresa de transport i 1 d'una empresa d'informació i comunicació.
L'únic servei als particulars que hi havia el 2009 era una oficina de correu.
L'any 2000 a Vallerois-le-Bois hi havia 9 explotacions agrícoles que ocupaven un total de 837 hectàrees.

## Poblacions més properes
El següent diagrama mostra les poblacions més properes.